# Christine Levisse-Touzé
Pour les articles homonymes, voir Levisse et Touzé.
Christine Levisse-Touzé est un historienne française née le 4 septembre 1955.

## Biographie
Docteur en histoire (1991) et conservateur général, elle est directrice du Musée du Général Leclerc de Hauteclocque et de la Libération de Paris et du Musée Jean Moulin de l’Établissement Public Paris-Musées de septembre 1991 à mars 2017, jusqu'à son départ à la retraite ; Sylvie Zaidman lui a succédé.
Elle est également directrice de recherches à l'Université Paris-Sorbonne.

## Publications

### Ouvrages
- L'Afrique du Nord dans la guerre, 1939-1945, Paris, Albin Michel, 1998, 467 p. (ISBN 2-226-10069-5). Sa thèse d'État, pour laquelle elle a obtenu le prix du Musée de l’Armée en 1998, le prix maréchal-Louis-Hubert-Lyautey de l’Académie des sciences d’outre-mer et le prix Jean-Sainteny 1999 de l’Académie des Sciences Morales et Politiques.
- Paris libéré, Paris retrouvé, collection « Découvertes Gallimard / Histoire » (no 214), 1994, réédité en 2004.
- Philippe Leclerc de Hauteclocque (1902-1947) la légende d'un héros, Tallandier-Paris-Musées, 2002.
- Les résistants tome 1 et 2, Ed Le Monde, coll. Les rebelles ; Une anthologie présentée avec Charles-Louis Foulon, 2012.
- Jean Moulin artiste préfet résistant, co-écrit avec Dominique Veillon, éditions Tallandier, 2013.
- Libérer Paris août 1944, sous sa direction, avec Dominique Veillon, Thomas Fontaine, Vincent Giraudier, Vladimir Trouplin, Ouest-France, 2014.

### Ouvrages en collaboration
- L’Empire colonial sous Vichy, sous la direction de Jacques Cantier et Eric Jennings, Ed. Odile Jacob, 2004 ;
- Paris insurgé, Paris libéré, Album réalisé avec Marie-André Corcuff et Jean-Louis Goglin,  co-éditions Nicolas Chaudun-Paris-Musées, 2006 ;
- Dictionnaire historique de la Résistance, avec Bruno Leroux et François Marcot Ed. Robert Laffont, coll. Bouquins, avril 2006, elle a dirigé une quarantaine de notices.
- Dictionnaire Charles de Gaulle, dirigé par Claire Andrieu, Guillaume Piketty et Philippe Braud, Ed. Laffont 2006 ;
- Dictionnaire France-Algérie dirigé par Vergès-Leroux coll. Bouquins, Ed. Robert Laffont, 2009,
- Dictionnaire la France Libre, a rédigé une quarantaine de notices, coll. Bouquins, Ed. Robert Laffont, 2011 ;
- Dictionnaire, La Légion étrangère, dirigé par André-Paul Comor, coll. Bouquins, Ed. Robert Laffont 2013 ;
- Encyclopédie de la Seconde Guerre mondiale, sous la direction de Jean-François Muracciole et  Guillaume Piketty, Ed. Robert Laffont- Ministère de la Défense, 2015 ;
- Les 5 communes Compagnon de la Libération - Nantes Grenoble Paris Vassieux-en-Vercors Île de Sein sous la direction de Vladimir Trouplin, Cherche-Midi, 2012

Elle a organisé des colloques et assuré la direction de la publication
- Paris 1944, les enjeux de la Libération, Albin Michel, 1994, actes du colloque La Libération de Paris, 1994 :
- Oppositions et résistances au national-socialisme 1933-1945, Albin Michel, 1997, actes du colloque, Des Allemands contre le nazisme, 1996
- Du Capitaine de Hauteclocque au général Leclerc, Maréchal de France, Ed. Complexe 2000    Actes du colloque, 1997 :
- La Campagne de 1940, Ed. Tallandier, 2001, actes du colloque, 2000 ;
- Les Femmes dans la Résistance en France, en collaboration avec Mechtild Gilzmer et Stefan Martens, Ed. Tallandier, 2003, actes du colloque franco-allemand avec le Gedenkstätte Deutscher Widerstand à Berlin  Les femmes dans la Résistance  en France, octobre 2001 ;
- Dans l’Honneur et  par la Victoire, les Femmes Compagnon de la Libération, Ed. Tallandier, 2008, actes du colloque Les femmes Compagnons de la Libération, 2005 ;

Elle a participé à d’autres colloques tels que : 
- La Guerre d’Espagne, l’histoire, les lendemains, la Mémoire, sous la direction de Roger Bourderon, Ed. Tallandier, 2007, actes du colloque, Passé et actualité de la guerre d’Espagne, 2006 ;

## Catalogues d'exposition
- Leclerc et ses hommes (éditée par la Fondation Maréchal Leclerc de Hauteclocque) ;
- La colonne du capitaine Dronne dans Paris, 24 août 1944
- Août 1944, Paris  insurgé, Paris libéré, co-écrit avec Marie-Andrée Corcuff et Jean-Louis Goglin
- Paris Compagnon de la Libération co-auteur avec Vladimir Trouplin (conservateur du Musée de l'Ordre de la Libération), Ed. Mairie de Paris/Comité d'histoire de la Ville de Paris
- Paris Compagnon de la Libération  Brochure en direction des CM2 40/45, co-auteur avec Vladimir Trouplin et Joëlle Boyer-Ben Kemoun (professeur agrégé) Ed. Mairie de Paris
- Guide général du Mémorial du maréchal Leclerc de Hauteclocque et de la libération de Paris et du Musée Jean Moulin, Paris-Musées, 1997 ;
- Des Allemands contre le nazisme, 1933-1945, en collaboration avec les historiens allemands, Johannes Tuchel et Peter Steinbach, Jean-Marie Jenn, Paris-Musées, 1995 ;
- La 2e DB, la Division Leclerc, 24 août 1943 - 22 juin 1945 avec l’historien Jacques Vernet, Paris-Musées, 1996 ;
- Leclerc et l’Indochine avec Jacques Vernet, Paris-Musées, 1997 ;
- Leclerc au Maroc, petit journal correspondant. Et La participation du Maroc aux deux conflits mondiaux, pp 130 à 132,  du catalogue  de l’exposition du Musée de l’Armée sur le thème « L’armée marocaine, traditions et ouverture » édité par la Commission marocaine d’Histoire militaire ;
- Jean Moulin, 1899 - 1943, préface de Daniel Cordier, Paris-Musées, 1999 ;
- 1940, l’année de tous les destins, préface du général Salvan, président de l’Union des blessés de la Face et de la tête, « Les Gueules cassées », Paris-Musées, 2000 ;
- Leclerc et ses hommes, destins croisés,  préface de Bertrand Delanoë, petit journal édité par Paris-Musées ;
- Destinations Auschwitz, des déportés tatoués, préface de Bertrand Delanoë, édité par Paris-Musées, 143 pages ;
- Philippe Leclerc de Hauteclocque, la légende d’un héros (1902-1947), petit journal édité par Paris-Musées ;
- Jean Moulin 1899-1943, avec Isabelle Rivé, directrice du Centre de la Résistance et de la Déportation de Lyon, petit journal édité par Paris-Musées, 2003, réédité en 2009 ;
- Conjurations et attentats contre Hitler, avec Franz Kuhn, Ute Stiepani et Johannes Tuchel,  catalogue d’exposition, co-édition Paris-Musées, Philéas Foog, octobre 2003 ;
- J'avais 20 ans en 44 dessins de guerre de Jacques Law de Lauriston, octobre 2006-janvier 2007 petit journal édité par Paris-Musées
- Mémoires gravées de l’exposition Mémoires gravées les timbres racontent la guerre 39-45  petit journal. auteurs, Christine Levisse-Touzé (dir), Julien Toureille, Jean Novosseloff, Séverine Maréchal, Marthe Bobik, éd Paris Musées.
- Antoinette Sasse rebelle résistante et mécène, 2016, petit journal de l’exposition, co-auteur avec Dominique Veillon ;

## Distinctions
- Chevalière de la Légion d'honneur, 14 juillet 2010
- Chevalière de l'ordre des Arts et des Lettres
- Officier de l'ordre du Ouissam alaouite 2000
- Commandeur de l'ordre du Mérite civil d'Espagne 2007
- Sapeur pompier d’honneur de la brigade de sapeurs-pompiers de Paris, 2014